# Adoor Bhasi
Adoor Bhasi K. Bhaskaran Nair (Trivandrum, 1º marzo 1927 – Kerala, 29 marzo 1990) è stato un attore, giornalista, cantante e scrittore indiano.
Bhasi era un comico molto famoso in Malayalam per aver rivoluzionato il concetto di "commedia".

## Biografia
Il vero nome di Adoor Bhasi era K. Bhaskaran Nair  ed era nato nel 1927 in Adoor nel distretto di Pathanamthitta a Kerala, India. Suo nonno C. V. Raman Pillai fu la prima persona a scrivere romanzi in Malayalam. Suo padre E. V. Krishna Pillai dapprima raccolse il lavoro ereditato dal nonno di suo figlio per poi intraprendere la carriera di scrittore comico. Il fratello di Adoor Bhasi, Chandraji, fu anche lui attore. Gli altri suoi fratelli furono: Padmanabhan Nair, Krishnan Nair, Omana kunjamma e Rajalakshmi Amma. Adoor fu il quarto figlio avuto dai suoi genitori. Ha vissuto in Roskot Bhavanam in Trivandrum ed studiò al Mahatma Gandhi College. Dopo aver terminato i suoi studi al college Mahatma ne iniziò altri al Textile Technology per assicurarsi un proprio lavoro a Madurai. Alla fine egli rinunciò al lavoro a Madurai per andare alla Thiruvananthapuram Akashavani dove diventò amico di T. N. Gopinathan Nair. Grazie a quell'amicizia lavorò come giornalista al settimanale Sakhi che era pubblicato dallo stesso Gopinathan Nair. Grazie a quel lavoro conobbe molti artisti e produttori professionisti che lo condussero verso la via della cinematografia. Egli morì il 29 marzo 1990.

## Carriera
Adoor Bhasi iniziò la sua carriera di attore lavorando con P. K. Vikraman Nair, T. R. Sukumaran Nair, Jagathy N. K. Achary e Nagavally R. S. Kurup. Il suo primo ingaggio fu in un film denominato Thiramala dove ebbe un ruolo poco significativo. Il successo che lo portò a farsi conoscere fu Chandrathara's Mudiyanaya Puthran film del 1965. Con il passare del tempo e riscuotendo successi uno dopo l'altro Bhasi divenne paragonabile all'attore Prem Nazir. Adoor Bhasi fu nel ruolo di attore in 700 lungometraggi.
Ottenne il Premio Kerala come Miglior Attore in Chattakkari nel 1974 e ne ricevette un secondo nel 1984, per aver recitato in April 18.

## Filmografia

### Attore
1. Mudiyanaya Puthran (1961)
2. Gnana Sundari (1961)
3. Viyarpintae Vila (1962)
4. Velu Thampi Dhalava (1962)
5. Bhagya Jathakam (1962)
6. Sathyabhama (1963)
7. Ninamaninja Kaalpaadukal (1963)
8. Moodupaddam (1963)
9. Chilamboli (1963)
10. Ammaye Kaanaan (1963)
11. Thacholi Othenan (1964)
12. School Master (1964)
13. Orral Koodi Kallanaayi (1964)
14. Kutti Kuppayam (1964)
15. Kudumbini (1964)
16. Karutha Kai (1964)
17. Kalanju Kittiya Thankam (1964)
18. Devaalayam (1964)
19. Bharthavu (1964)
20. Bhargavi Nilayam (1964)
21. Atom Bomb (1964)
22. Althaara (1964)
23. Aadhiya Kiranangal (1964)
24. Thommantae Makkal (1965)
25. Thankakudam (1965)
26. Shyamalachechi (1965)
27. Shakuntala (1965)
28. Sarppakavu (1965)
29. Rajamalli (1965)
30. Porter Kunjali (1965)
31. Pattuthoovaala (1965)
32. Odeyil Ninnu (1965)
33. Muthalali (1965)
34. Murappennu (1965)
35. Mayavi (1965)
36. Kochumon (1965)
37. Kavya Mela (1965)
38. Kattu Thulasi (1965)
39. Kattu Pookkal (1965)
40. Kathirunna Nikah (1965)
41. Kalyana Photo (1965)
42. Kadathukaran (1965)
43. Jeevitha Yaathra (1965)
44. Inapravugal (1965)
45. Devatha (1965)
46. Chettathi (1965)
47. Bhoomiyile Malakha (1965)
48. Ammu (1965)
49. Tilottama (1966)
50. Tharavatamma (1966)
51. Sthanarthy Saramma (1966)
52. Station Master (1966)
53. Rowdy (1966)
54. Priyathama (1966)
55. Poocha Kanni (1966)
56. Pinchu Hridhayam (1966)
57. Pakalkkinavu (1966)
58. Mayor Nair (1966)
59. Kusruthy Kuttan (1966)
60. Kunjali Marakkar (1966)
61. Koottukar (1966)
62. Kayamkulam Kochunni (1966)
63. Karuna (1966)
64. Kanmanikal (1966)
65. Kanaka Chilanga (1966)
66. Kalyana Rathriyil (1966)
67. Kallipennu (1966)
68. Kalithozhan (1966)
69. Jail (1966)
70. Iruttinde Athmavu (1966)
71. Archana (1966)
72. Udhyogastha (1967)
73. Swapna Bhoomi (1967)
74. Sahadharmini (1967)
75. Ramanan (1967)
76. Post Man (1967)
77. Pavappettaval (1967)
78. Pareeksha (1967)
79. N.G.O (1967)
80. Nagarame Nandi (1967)
81. Naadan Pennu (1967)
82. Mainatharuvi Kola Case (1967)
83. Madatharuvi (1967)
84. Kudumbam (1967)
85. Kottayam Kola Case (1967)
86. Kavalaam Chundan (1967)
87. Kasavuthattam (1967)
88. Kaanatha Veshangal (1967)
89. Jeevikkan Anuvadhikuka (1967)
90. Cochin Express (1967)
91. Chitra Mela (1967)
92. Bhagya Mudra (1967)
93. Awal (1967)
94. Ashwamedham (1967)
95. Anveshichu Kandethiyilla (1967)
96. Agniputhri (1967)
97. Yakshi (1968)
98. Viruthan Sanku (1968)
99. Velutha Kathreena (1968)
100. Vazhi Pizhacha Santhathy (1968)
101. Thulabharam (1968)
102. Thirichadi (1968)
103. Punnapra Vyalar (1968)
104. Paadunna Puzha (1968)
105. Midumidukki (1968)
106. Manaswini (1968)
107. Love in Kerala (1968)
108. Laksha Prabhu (1968)
109. Kodungalluramma (1968)
110. Kayal Karayil (1968)
111. Kattu Kurangu (1968)
112. Karthika (1968)
113. Kaliyalla Kalyanam (1968)
114. Inspector (1968)
115. Dial 2244 (1968)
116. Bharyamar Sookshikkuka (1968)
117. Asuravithu (1968)
118. Aparadhini (1968)
119. Anchu Sundariakal (1968)
120. Agni Pareeksha (1968)
121. Virunnukari (1969)
122. Vila Kuranja Manushyan (1969)
123. Vilakkapetta Bandhangal (1969)
124. Veettu Mrugam (1969)
125. Susie (1969)
126. Sandhya (1969)
127. Rest House (1969)
128. Rahasyam (1969)
129. Padicha Kallan (1969)
130. Nadhi (1969)
131. Mr. Kerala (1969)
132. Mooladhanam (1969)
133. Kootu Kudumbam (1969)
134. Kannoor Deluxe (1969)
135. Kadalpalam (1969)
136. Jwala (1969)
137. Danger Biscuit (1969)
138. Anaachadanam (1969)
139. Adimagal (1969)
140. Aalmaram (1969)
141. Vivahitha (1970)
142. Vivaham Swargathil (1970)
143. Vazhve Mayam (1970)
144. Triveni (1970)
145. Tara (1970)
146. Stree (1970)
147. Saraswathi (1970)
148. Rakta Pushpam (1970)
149. Priya (1970/I)
150. Pearl View (1970)
151. Palunku Pathram (1970)
152. Othenente Makan (1970)
153. Moodalamanju (1970)
154. Lottery Ticket (1970)
155. Kuttavali (1970)
156. Kurukshetram (1970)
157. Kalpana (1970)
158. Kakka Thamburatti (1970)
159. Ezhuthatha Katha (1970)
160. Dattuputhran (1970)
161. Cross Belt (1970)
162. Bhikara Nimishankal (1970)
163. Aranazhikaneram (1970)
164. Anatha (1970)
165. Amma Enna Stree (1970)
166. Ambalaprav (1970)
167. Aa Chithrasalabham Parannotte (1970)
168. Vithukal (1971)
169. Vilakkuvangiya Veena (1971)
170. Vidhyarthigale Ithile Ithile (1971)
171. Ummachu (1971)
172. Shiksha (1971)
173. Oru Penninte Katha (1971)
174. Neethi (1971)
175. Moonupukkal (1971)
176. Marunnattil Oru Malayali (1971)
177. Line Bus (1971)
178. Lanka Dahanam (1971)
179. Karakanakadal (1971)
180. Inquilab Zindabad (1971)
181. CID Nazir (1971)
182. Achante Bharya (1971)
183. Aabhijathyam (1971)
184. Theertha Yathra (1972)
185. Taxi Car (1972)
186. Snehadeepame Mizhi Thurakku (1972)
187. Sambhavami Yuge Yuge (1972)
188. Sakthi (1972)
189. Saathi (1972)
190. Puthra Kamekhi (1972)
191. Pushpanjali (1972)
192. Punarjanmam (1972)
193. Postmane Kananilla (1972)
194. Oru Sundariyude Katha (1972)
195. Omana (1972)
196. Nirthasala (1972)
197. Nadan Premam (1972)
198. Miss Mary (1972)
199. Mayiladum Kunnu (1972)
200. Maya (1972)
201. Maravil Thirivu Sookshikkuka (1972)
202. Maram (1972)
203. Manushya Bandhangal (1972)
204. Manthrakodi (1972)
205. Kandavarundo (1972)
206. Kalippava (1972)
207. Ini Oru Janmam Tharu (1972)
208. Gandharava Kshetram (1972)
209. Devi (1972)
210. Chemparathy (1972)
211. Brahmachari (1972)
212. Azhimukham (1972)
213. Aromalunni (1972)
214. Anveshanam (1972)
215. Ananthasayanam (1972)
216. Achanum Bappayum (1972)
217. Aaradi Manninte Janmi (1972)
218. Veendum Prabatham (1973)
219. Urvashi Bharathi (1973)
220. Udhayam (1973)
221. Thottavadi (1973)
222. Thiruvabharanam (1973)
223. Thenaruvi (1973)
224. Thekkan Kattu (1973)
225. Thaniniram (1973)
226. Soundarya Pooja (1973)
227. Sasthram Jayichu Manushyan Thottu (1973)
228. Rakkuyil (1973)
229. Preathangalude Thazhvaram (1973)
230. Poymughangal (1973)
231. Ponnapuram Kotta (1973)
232. Police Ariyaruthe (1973)
233. Pavangal Pennungal (1973)
234. Panchavadi (1973)
235. Padmavyooham (1973)
236. Pacha Nottukal (1973)
237. Nakhangal (1973)
238. Masappady Mathupillai (1973)
239. Manushya Puthran (1973)
240. Manase (1973)
241. Madhavikutty (1973)
242. Ladies' Hostel (1973)
243. Kavitha (1973)
244. Kaliyugam (1973)
245. Kaapalika (1973)
246. Kaalachakram (1973)
247. Ithu Manushiano? (1973)
248. Interview (1973)
249. Football Champion (1973)
250. Enippadikal (1973)
251. Divyadharsanam (1973)
252. Dhriksakshi (1973)
253. Dharmayudham (1973)
254. Darshanam (1973)
255. Chukku (1973)
256. Chenda (1973)
257. Chaayam (1973)
258. Bhadradeepam (1973)
259. Angathattu (1973)
260. Agnathavasam (1973)
261. Achani (1973)
262. Aaradhika (1973)
263. Uttarayanam (1974)
264. Thumbolarcha (1974)
265. Thachali Marumakan Chandu (1974)
266. Swarna Vigraham (1974)
267. Suprabhatham (1974)
268. Shapa Moksham (1974)
269. Sethu Bandhanam (1974)
270. Saptha Swarangal (1974)
271. Rehasya Rathri (1974)
272. Rajhamsam (1974)
273. Ponthen Aruvi (1974)
274. Pattabhisekam (1974)
275. Pancha Thanthram (1974)
276. Oru Pidi Ari (1974)
277. Night Duty (1974)
278. Nellu (1974)
279. Neela Kannukal (1974)
280. Nathoon (1974)
281. Nagaram Sagaram (1974)
282. Nadee Nadanmare Aavashyamunde (1974)
283. Manyasree Viswamitran (1974)
284. Durga (1974)
285. College Girl (1974)
286. Check Post (1974)
287. Chattakkari (1974)
288. Chandrakantham (1974)
289. Chanchala (1974)
290. Chakravakam (1974)
291. Bhoomi Devi Pushpiniyayi (1974)
292. Ayalathe Sundari (1974)
293. Aswathy (1974)
294. Arakkallan Mukkallan (1974)
295. Alakal (1974)
296. Velicham Akale (1975)
297. Ullasa Yaathra (1975)
298. Tourist Bungalow (1975)
299. Thmamara Thoni (1975)
300. Thiruvonam (1975)
301. Swarna Matsyam (1975)
302. Soorya Vamsam (1975)
303. Sammanam (1975)
304. Raagam (1975)
305. Pravaham (1975)
306. Picnic (1975)
307. Pennpada (1975)
308. Palaazhi Madhanam (1975)
309. Padmaragam (1975)
310. Oomana Kunju (1975)
311. Neela Ponman (1975)
312. Mucheettu Kalikarante Magal (1975)
313. Mattoru Seetha (1975)
314. Manishada (1975)
315. Makkal (1975)
316. Madhura Padhinezhu (1975)
317. Love Marriage (1975)
318. Love Letter (1975)
319. Kuttichattan (1975)
320. Kottaram Vilakkanundu (1975)
321. Kalayana Sougandhikam (1975)
322. Hello Darling (1975)
323. Dharmakshetre Kurukshetre (1975)
324. Criminals (1975)
325. Chuvanna Sandhyakal (1975)
326. Chumadu Thangai (1975)
327. Chief Guest (1975)
328. Cheenavala (1975)
329. Boy Friend (1975/I)
330. Babu Mon (1975)
331. Alibaba and Forty-one Thieves (1975)
332. Abhimanam (1975)
333. Aaranya Kaandum (1975)
334. Yudha Bhoomi (1976)
335. Yaksha Gaanam (1976)
336. Vazhi Vilakku (1976)
337. Vanadevatha (1976)
338. Sex Illa Stund Illa (1976)
339. Seemantha Puthran (1976)
340. Rathriyile Yathrakkar (1976)
341. Rajayogam (1976)
342. Pushpa Sarem (1976)
343. Preeyamvadha (1976)
344. Prasadam (1976)
345. Ponn (1976)
346. Pick Pocket (1976)
347. Panchami (1976)
348. Paarijatham (1976)
349. Ozhukkinethire (1976)
350. Neeyente Lahari (1976)
351. Neela Sari (1976)
352. Muthu (1976)
353. Mohiniyattom (1976)
354. Manasa Veena (1976)
355. Mailanum Mathevanum (1976)
356. Light House (1976)
357. Kayamkulam Kochunniyude Maghan (1976)
358. Kanyadanam (1976)
359. Kamadhenu (1976)
360. Dweep (1976)
361. Chottanikkara Amma (1976)
362. Chennai Valarthiya Kutty (1976)
363. Ayalkari (1976)
364. Appooppan (1976)
365. Anubhavam (1976)
366. Amrudha Vahini (1976)
367. Ammini Ammavan (1976)
368. Amma (1976)
369. Ajayanum Vijayanum (1976)
370. Abhinandanam (1976)
371. Vyamoham (1977)
372. Vishukkani (1977)
373. Veedue Oru Swargam (1977)
374. Varadhakshina (1977)
375. Thuruppu Gulam (1977)
376. Tholkkan Enikku Manassilla (1977)
377. Sujatha (1977)
378. Soorya Kanthi (1977)
379. Sneham (1977)
380. Shukradasha (1977)
381. Satyavan Savithri (1977)
382. Samudram (1977)
383. Rathi Manmathan (1977)
384. Randu Lokam (1977)
385. Parivarthanam (1977)
386. Panchamrutham (1977)
387. Nurayum Pathayum (1977)
388. Nirakudam (1977)
389. Nalumani Pookkal (1977)
390. Muttathe Mulla (1977)
391. Mohavum Mukthiyum (1977)
392. Mini Mol (1977)
393. Makam Piranna Manka (1977)
394. Lakshmi (1977)
395. Kannappanunni (1977)
396. Kaduvaye Pidicha Kiduva (1977)
397. Itha Ivide Vare (1977)
398. Guruvayoor Kesavan (1977)
399. Chathur Vedam (1977)
400. Chakravarthini (1977)
401. Bharya Vijayam (1977)
402. Aparaajitha (1977)
403. Anjali (1977)
404. Ammayi Amma (1977)
405. Akshaya Paathram (1977)
406. Akale Aakasam (1977)
407. Adyapadam (1977)
408. Acharam Ammini Osaram Omana (1977)
409. Yagaswam (1978)
410. Vadakakkoru Hridhyam (1978)
411. Theerangal (1978)
412. Thamburatti (1978)
413. Snehathinte Mukhangal (1978)
414. Sathru Samharam (1978)
415. Reghu Vamsam (1978)
416. Rathi Nirvedham (1978)
417. Ona Pudava (1978)
418. Nivedhyam (1978)
419. Nakshathrangale Kaaval (1978)
420. Mattoru Karnan (1978)
421. Mannu (1978)
422. Madanolsavam (1978)
423. Kudumbam Namakku Sreekovil (1978)
424. Kanal Kattakal (1978)
425. Kalpa Vriksham (1978)
426. Kadathanattu Maakkam (1978)
427. Jayikkanaayi Janichavan (1978)
428. Jala Tharangam (1978)
429. Itha Oru Manushyan (1978)
430. Gaandharvam (1978)
431. Ee Ganam Marakkumo (1978)
432. Bharyayum Kamukiyum (1978)
433. Bandhanam (1978)
434. Balapareekshanam (1978)
435. Aval Vishwastha Aayirunnu (1978)
436. Ashoka Vanam (1978)
437. Anubhoothikalude Nimisham (1978)
438. Adimakachavadam (1978)
439. Aarum Anyaralla (1978)
440. Aana Paachan (1978)
441. Ward No. 7 (1979)
442. Vellayani Paramu (1979)
443. Thuramugham (1979)
444. Rekthamillatha Manushyan (1979)
445. Prabhu (1979)
446. Manushiyan (1979)
447. Koumara Praayam (1979)
448. Kathir Mandapam (1979)
449. Cheriyachante Kroora Krithyangal (1979)
450. Rajaneegandhi (1980)
451. Naayattu (1980)
452. Meen (1980)
453. Karimpana (1980)
454. Kalika (1980)
455. Ethikkara Pakky (1980)
456. Dwik Vijayam (1980)
457. Anthappuram (1980)
458. Ammayum Makkalum (1980)
459. Theekkali (1981)
460. Thakilu Kottampuram (1981)
461. Saahasam (1981)
462. Paathira Sooryan (1981)
463. Kodumudikal (1981)
464. Kallan Pavithran (1981)
465. Irattimadhuram (1981)
466. Ellaam Ninakku Vendi (1981)
467. Munnettam (1981)
468. Vidhichathum Kothichathum (1982)
469. Snehapoorvam Meera (1982)
470. Oru Kunju Janikkunnu (1982)
471. Ormakkayi (1982)
472. Olangal (1982)
473. Naagamadhathu Thampuratti (1982)
474. Mayilanji (1982)
475. Mathruka Kudumbam (1982)
476. Koaritharicha Naal (1982)
477. Keni (1982)
478. Kattile Pattu (1982)
479. Jumbulingam (1982)
480. Ilakkangal (1982)
481. Gaanam (1982)
482. Ente Mohangal Poovaninju (1982)
483. Enikkum Oru Divosam (1982)
484. Chiriyo Chiri (1982)
485. Chillu (1982)
486. Sandhya Vandanam (1983)
487. Sandhyakku Virinja Poovu (1983)
488. Rugma (1983)
489. Pin Nilavu (1983)
490. Oomai Kuyil (1983)
491. Onnu Chirikku (1983)
492. Nanayam (1983)
493. Maniyara (1983)
494. Mahabali (1983)
495. Kuyiline Thedi (1983)
496. Justice Raja (1983)
497. Iniyenkilum (1983)
498. Himavahini (1983)
499. Guru Dakshina (1983)
500. Ente Katha (1983)
501. Engane Nee Marakkum (1983)
502. Belt Mathai (1983)
503. Ashtapadi (1983)
504. Adhyathe Anuragam (1983)
505. Adhipathyam (1983)
506. Aaroodam (1983)
507. Vetta (1984)
508. Vepraalam (1984)
509. Vellam (1984)
510. Thathamme Poocha Poocha (1984)
511. Swanthamevide Bandhamevide (1984)
512. Pavam Poornima (1984)
513. Onnanu Nammal (1984)
514. Muthodu Muthu (1984)
515. Manithali (1984)
516. Lakshmana Rekha (1984)
517. Koottinilamkili (1984)
518. Jeevitham (1984)
519. Itha Innu Muthal (1984)
520. Ethirppukal (1984)
521. Ente Kalithozhan (1984)
522. Eenum (1984)
523. Edavelakku Sesham (1984)
524. Athirathram (1984)
525. April 18 (1984)
526. Aalkkodttathil Thaniye (1984)
527. Principal Olivil (1985)
528. Pacha Velicham (1985)
529. Orikkal Oridathu (1985)
530. Neerariyum Nerathu (1985)
531. Mulamoottil Adima (1985)
532. Madhu Vidhurathri (1985)
533. Kilippattu (1985)
534. Aanakkorumma (1985)
535. Ee Thanalil Ithiri Neram (1985)
536. Avidathepole Ivideyum (1985)
537. Eeran Sandhya (1985)
538. Manya Mahajanangale (1985)
539. Angadikkappurath (1985)
540. Yathra (1985)
541. Vaiki Odunna Varathi (1986)
542. Rajavinte Makan (1986)
543. Iniyum Kurukshethram (1986)
544. Kaveri (1986)
545. Adukkan Entheluppam (1986)
546. Nandi Veendum Varika (1986)
547. Padayani (1986)
548. Rakkuyilin Rajassadasil (1986)
549. Kochu Themmadi (1986)
550. Sarvakalasala (1987)
551. Purushartham (1987)
552. Kalam Mari Katha Mari (1987)
553. Manivatharile Aayiram Sivarathrikal (1987)
554. Chakkikotha Chankaran (1989)

### Regista
1. Reghu Vamsam (1978)
2. Acharam Ammini Osaram Omana (1977)
3. Adyapadam (1977)

## Canzoni cantate
1. Maravil Tirivu Sookshikkuka - Kaduva...
2. Lottery Ticket - Thallu thallu..., Oru roopa nottu koduthal...
3. Kannur Deluxe - Thalassery...
4. Sthanarthi Saramma - Vottilla Vottilla...
5. Chakravakam - Velutha vavinum...
6. Thekkan Kattu - Neeya saranam...
7. Sakthi - Manyanmare...
8. Kattukurangu - Pankaja dala nayane..., Irattathookkam...
9. Adya Kiranam - Anachal chanda...